# Soli per le strade
Soli per le strade è un film del 1953 diretto da Silvio Siano.

## Trama
Il Commissario Bertone, della PS, viene trasferito a Castellammare di Stabia (Napoli) e destinato a uno dei quartieri popolari. Già all'inizio della sua attività deve occuparsi di una questione sorta tra alcuni popolani i quali accusano donna Concetta d'aver venduto duplicati della "riffa" o lotteria da lei organizzata. Il colpevole risulta essere Peppino, il figlio adottivo di donna Concetta, un bimbo di sei o sette anni, malnutrito e scalzo, che, rimproverato, lascia la casa. Peppino è deciso a cercarsi un lavoro; ma quando ne parla a Vincenzo, il fidanzato della sorella, questi si mette a ridere. Malgrado questo Peppino non torna a casa e si unisce ad altri bambini, che praticano l'accattonaggio alle dipendenze di un losco figuro. Sorpreso dalle guardie, Peppino viene condotto al Commissariato: il Commissario Bertone lo riconosce e lo esorta amorevolmente a ritornare a casa. Ma Peppino, che non trova in casa quel caldo affetto di cui avrebbe bisogno, se ne va di nuovo. Una notte viene commesso un furto: uno dei ladri uccide un guardiano, ma resta mortalmente ferito. La polizia arresta due ragazzetti, che facevano da pali. Bertone sa che anche Peppino era implicato nella faccenda e, temendo per lui, si mette alla sua ricerca. Peppino si è avviato verso il porto, dove Vincenzo lavora alla demolizione di una vecchia nave. Quando lo scorge, Vincenzo fa per chiamarlo, ma per un falso movimento cade in una botola, dove resta sepolto sotto i rottami. Il salvataggio è difficile e pericoloso: solo un bambino potrebbe calarsi laggiù. Peppino, eludendo la sorveglianza, raggiunge Vincenzo, che è gravemente ferito: per merito suo si può operare il salvataggio. Il Commissario Bertone decide di adottare Peppino insieme con Stellina, una bambina, che gli vuol bene come una sorella.